# Чирков, Сергей Семёнович
Серге́й Семёнович Чирко́в (род. 2 декабря 1983, Новокуйбышевск) — российский актёр театра и кино. Получил известность после роли «Вампира» в фильме «На игре» режиссёра Павла Санаева, а также участия в фильме «Сердце и как им пользоваться».

## Биография
Сергей Чирков родился в городе Новокуйбышевске, но детство и юность провёл в Десногорске.
Один год проучился во ВГИКе (мастерская А. Панина). В 2009 году получил высшее театральное образование, окончив ГИТИС (режиссёрская мастерская С. Женовача).
Свою первую роль Сергей Чирков получил в 2002 году в фильме «Чёрный мяч» режиссёра Хусейна Эркенова. Играл главные роли в таких фильмах, как «На игре», «На игре: Новый уровень», «Геймеры», «Счастливый билет», «Остров ненужных людей», «Новогодний переполох», «Ангел или демон», «Ника», которые принесли актёру узнаваемость и популярность.
В юношеские годы играл в международной лиге КВН.
В 2023 году Сергей оказался в центре скандала: артиста пригласили в качестве почётного гостя на творческий конкурс в Обнинск Калужской области, на котором он появился перед юными талантами в неадекватном состоянии.

## Фильмография
- 2002 — Чёрный мяч — Денис Скворцов
- 2003 — Инструктор — Егор
- 2005 — Зови меня Джинн — Гуч
- 2007 — День гнева — Андрей Кривцов
- 2007 — Молодой Волкодав — сын Боярки
- 2007 — Семь дней до свадьбы — Валера
- 2007 — Я — телохранитель — Эдик
- 2007 — Национальное достояние
- 2008 — Этим вечером ангелы плакали — Саша
- 2009 — На игре — Дмитрий «Вампир» Орлов
- 2009 — Вторые — Чиж
- 2009 — Одна семья
- 2010 — Слон и Моська — Тёма, сын Анатолия и Светланы
- 2010 — Банды — Слава Кедрин
- 2010 — На игре 2. Новый уровень — Дмитрий Орлов «Вампир»
- 2010 — Небо в огне — Кукушкин
- 2011 — Остров ненужных людей — Паша Волжанский, сын Константина и Софии
- 2011 — Расплата — Сергей «Малыш» Костюк
- 2012 — Геймеры — Дмитрий Юрьевич Орлов, «Вампир»
- 2012 — Золото «Глории» — пират Жан Бычок
- 2012 — Моя большая семья — Гена
- 2012 — Счастливый билет — Саша Дронов
- 2012 — Новогодний переполох — Гарик
- 2013 — Ангел или демон — Феликс, демон, слуга Агнессы
- 2013 — Цветы зла — Андрей Хорьков, оперуполномоченный
- 2013 — Департамент — Сеня Бахрушев, капитан
- 2014 — Тайный город 2 — метаморф главного героя Артёма
- 2014 — Как выйти замуж за миллионера 2 — Олег
- 2014 — Обмани, если любишь — Миша
- 2014 — Орлова и Александров — Владимир Нильсен
- 2014 — Волчье солнце — Януш Казимирович Галецкий, молодой контрабандист
- 2014 — Алёшкина любовь — Мак
- 2015 — Ника — Дэн
- 2015 — Так не бывает — Илья
- 2015 — Как я стал русским — Роман Быстров
- 2016 — Пятница — Егор
- 2016 — Молот — Алик, спортивный менеджер
- 2016 — Два отца и два сына — Дмитрий Павлович, второй сын Павла Гурова, единокровный брат Виктора
- 2016 — Шелест — Денис Макеев
- 2017 — Любимцы — гомеопат
- 2017 — Шелест. Большой передел — Денис Макеев
- 2018 — Рубеж — Александр Маляров
- 2018 — Четвёртая смена — киллер Захар
- 2019 — Домовой — Домовой
- 2019 — Как выйти замуж. Инструкция — айтишник
- 2019 — Жара — Артём
- 2019 — Ростов — Гром, друг Козыря
- 2019 — Девять жизней — Сергей
- 2019 — Душегубы — Юрий Мандрик, оперативный уполномоченный витебского уголовного розыска
- 2019 — Как я стал русским — Роман Андреевич Быстров, водитель «American Post», друг Алекса
- 2020 — Корни — Стас
- 2020 — Давай найдём друг друга — Глеб
- 2021 — Сердце и как им пользоваться — Илья Погорелов
- 2021 — Запоздалая месть — Юрий
- 2023 — Позывной «Журавли» — младший лейтенант Зиновьев / Патефон
- 2024 — Конец славы — Антон (агент Агеева)
- 2024 — Цирк! — Эдуард Заречный